# Единорог (фильм)
«Единорог» — американский комедийный фильм  режиссёра Роберта Шварцмана, вышедший в 2018 году.

## Сюжет
Обручённая пара хочет оживить свои отношения, устроив секс втроём.

## В ролях
- Лорен Лапкус — Мэлори
- Ник Резерфорд — Калеб
- Люси Хейл — Джесси
- Бек Беннетт — Тайсон
- Дри Хемингуэй — Эйприл
- Даррелл Бритт-Гибсон — Чарли
- Майя Казан — Кэти
- Джон Капелос — Луи
- Беверли Д’Анджело — Эди
- Кайл Муни — Гейб
- Бриттани Фурлан — Саманта
- Джефф Грейс — бармен
- Элизабет Рушио — тётя Бекки

## Кинопроизводство
В июле 2017 года было объявлено, что в фильме снимались Лорен Лэпкус, Ник Резерфорд, Люси Хейл, Бек Беннетт, Дри Хемингуэй, Даррелл Бритт-Гибсон, Майя Казан, Джон Капелос и Беверли Д’Анджело. Также в источнике указали, что сценарий к фильму был написан Николасом Резерфорд вместе с Кирком С. Джонсоном и Уиллом Эллиоттом по рассказу режиссёра Роберта Шварцмана, который также был сопродюсером фильма. Исполнительными продюсерами были названы Брет Дисенд, Эл Ди, Марк Вайс, Джессика Джеймс и Бо Ан.

## Премьера фильма
Мировая премьера фильма состоялась 10 марта 2018 года на ежегодном фестивале кино и музыки «South by Southwest». Вскоре после этого «Screen Media Films» приобрела североамериканские права на фильм. Компания «The Orchard» приобрела права на его дистрибуцию. Фильм был выпущен 1 февраля 2019 года.

## Рейтинг
На сайте-агрегаторе рецензий Rotten Tomatoes у фильма «Единорог» рейтинг — 91 % на основе 11 обзоров и средняя оценка — 7,45 / 10.